# Koronázás

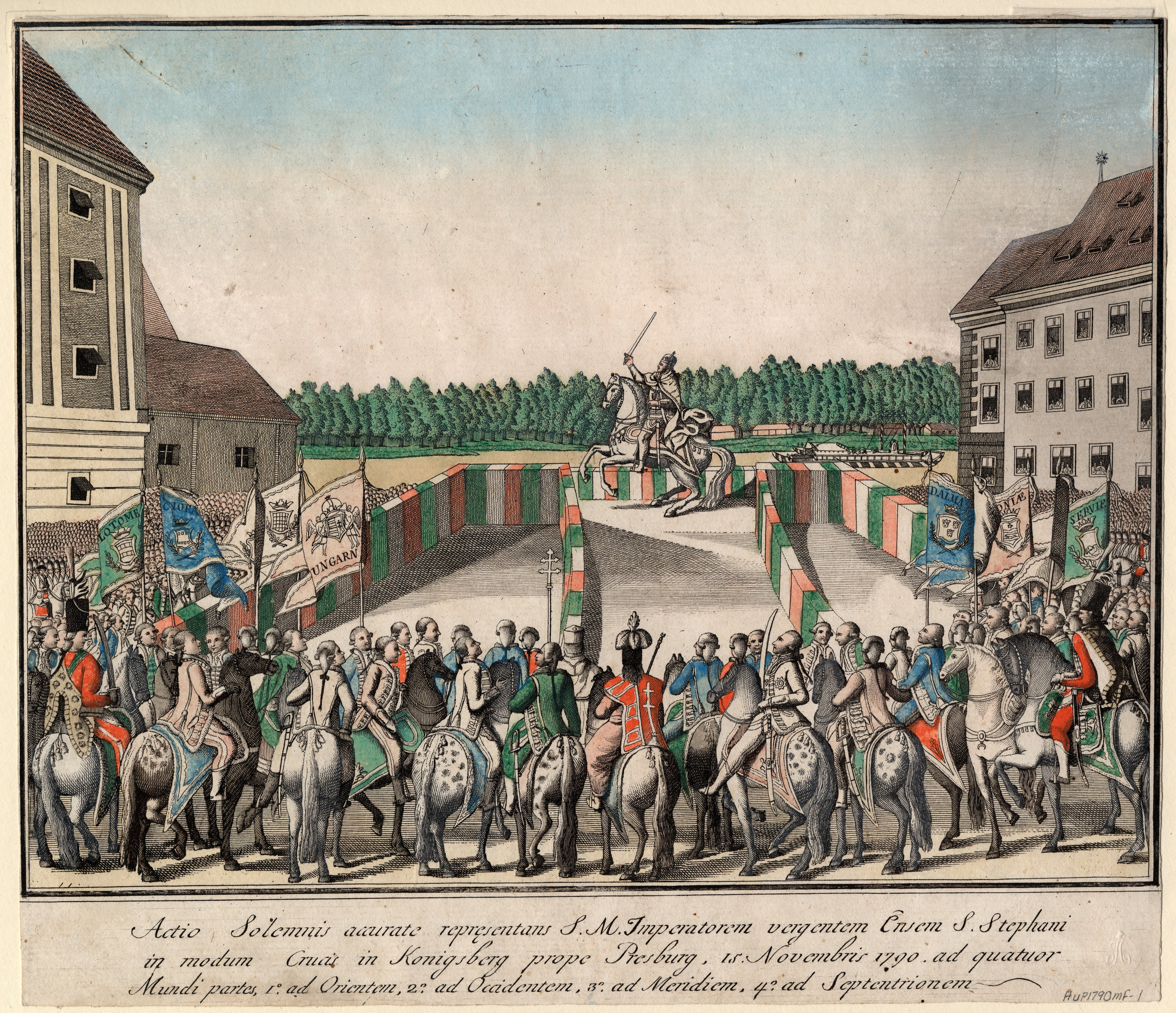
II. Lipót magyar királlyá koronázására 1790. november 15-én Pozsonyban

A koronázás az új uralkodó ünnepélyes beiktatása a hatalomba, melynek során a fejére helyezik a koronát és átadják számára a többi koronázási jelvényt (jogar, kard, országalma, palást – monarchiánként változóan). A szertartás magában foglalhat egy különleges fogadalmat, esküt, az alattvalók hódolatának ünnepélyes kifejezését, és más speciális rítusok végrehajtását az adott nemzet és állam szokásai, hagyományai szerint.
A koronázások a középkorban rendkívüli politikai jelentőségű szertartások voltak, az adott király hatalmi legitimációjának legalábbis egyik alapját jelentették. Mára a megmaradt monarchiák nagy részében is egyszerűsítették vagy elhagyták a koronázást, de például az Egyesült Királyságban megőrizték ezt a szertartást. Más esetekben a koronázás szó már csak a király beiktatására vonatkozik, függetlenül attól, hogy az ünnepély során szerepet kap-e, és ha igen milyet, a korona.
Az uralkodónak a koronával és a koronázási jelképekkel történő felékesítése mellett a koronázási szertartás része gyakran a felkenés is a szent olajjal, ami egyértelműen vallási aktus, a Bibliából eredeztethető. Sor kerülhet még egyéb vallási rítusokra, megtisztítási eljárásokra, szent ital/étel fogyasztására. Mindezek az isteni jóváhagyást szimbolizálják az adott ország és kultúra spirituális, vallási paradigmája keretében.
A múltban a királyság, a koronázás és a szentség fogalmai elválaszthatatlanul összekapcsolódtak. Ősi kultúrákban az uralkodókat gyakran istennek vagy félistennek tekintették, mint a fáraót Ré, a napisten fiának az Egyiptomi Birodalomban vagy a császárt Japánban a napistennő leszármazottjának. Az ókori Rómában a császárok isteni tiszteletre tartottak igényt. A koronázások ennek az isteni kapcsolatnak a felmutatását is szolgálták.
Az újkorban a monarchiákban is általában csökkentek a koronázás vallási vonatkozásai a demokrácia fejlődése és a szekularizáció, az állam és az egyház elválasztása miatt, egyes esetekben teljesen el is törölték a ceremóniákat.

## Története
A koronázás szertartása, ilyen vagy olyan formában, ősidőktől létezik. Az egyiptomi feljegyzések is tartalmaznak koronázási jeleneteket, mint I. Széthi esetében (i. e. 1290), míg a zsidó-keresztény kultúrkörben az Ószövetség szól a királyok beiktatásával kapcsolatos különleges rítusokról (Sámuel első és második könyve). Ezek a bibliai beszámolók erősen hatottak a későbbi európai szertartásokra.  Nem keresztény országokban a koronázási szertartások más forrásokból, gyakran szintén az adott ország vallási örökségéből származtathatók. A buddhizmus például erősen befolyásolta Thaiföld, Kambodzsa és Bhután koronázási szertartásait, míg hindu hatások játszottak jelentős szerepet a nepáli rítus kialakulásában. A 20. századi egyiptomi, malajziai, brunei és iráni szertartásokat az iszlám hatás alakította, míg Tonga szertartásában ötvöződnek a polinéz hagyományok a modern anglikán befolyással. Az európai koronázási ceremóniák, mint az Egyesült Királyságé, ahol az utolsó ilyen szertartásra 1953-ban került sor, általában a Német-római Birodalom és Bizánc hagyományaira épültek fel, és csúcspontjukra a középkorban értek.

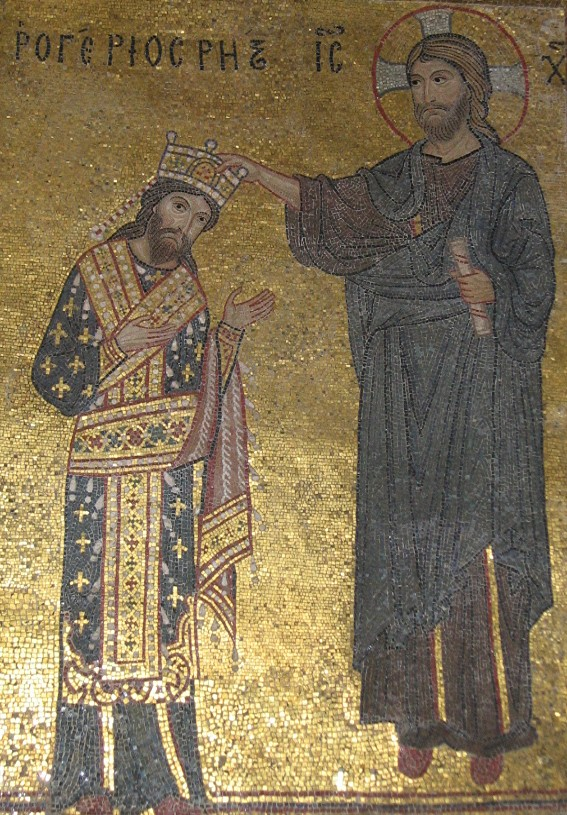
II. Roger szicíliai király koronát kap Jézustól. Mozaik részlete Palermóból

Az európai koronázások szertartásai a középkorban legtöbbször a felkenés keresztény rítusának valamint az adott nemzet hagyományainak ötvözéséből alakultak ki. A kereszténység felvétele előtt egyes országok hagyományaiban a vezért pajzsra emelték az adott nemzet (törzs) főemberei és körbevitték az alattvalók előtt. Ezután lándzsát adtak a kezébe, a homlokára selyembe vagy vászonba burkolt diadémot helyeztek, mint a főhatalom jelképét. A kereszténység felvétele után a szertartások egyre kidolgozottabbak lettek, és középpontjukba a keresztény elemek - különösen a felkenés - kerültek.  A korona és a jogar, amit ősidőktől használtak, keresztény jelentést kaptak, az országalmával együtt, mint az Istentől származtatott és az uralkodó által biztosított  rend jelképei. A középkorban ez a rítus olyan fontos volt, hogy időnként a nyolcadik szentségnek nevezték.
A felkent uralkodót mixta persona-nak tekintették, aki részben papi, részben világi személy. Ez a felfogás fennmaradt a 20. századi Oroszországig is, ahol a cárt úgy tekintették, mint akit „összeeskettek” népével.
A koronázási szertartások abból a felfogásból indultak ki, hogy a király Isten kiválasztottja, nem csak politikai vagy katonai vezetőként, nem csak jelképként vagy történelmi szimbólumként – mint a mai királyok többsége – hanem arra is, hogy igazi spirituális vezetője legyen alattvalóinak. Így volt ez a keresztényen kívül a hindu és az iszlám kultúrkörben is. A szekularizáció, a demokrácia és az alkotmányozás előretörésével a koronázások spirituális szerepe erősen csökkent. Már a protestantizmus előretörése idején kétségbe vonták a királyok isteni felhatalmazását.
A  felvilágosodás és az utolsó háromszáz év forradalmai egyre erősítették ezt a tendenciát, és így a koronázás vallásos dimenziója egy-két kis ázsiai vagy óceániai királyság kivételével fokozatosan elvesztette a jelentőségét. A legtöbb európai uralkodóház teljesen lemondott a tényleges koronázásról. Csak az Egyesült Királyság tartotta fenn a középkori rítust, de ott is kissé egyszerűsített formában. A koronázást megőrző országok között van Kambodzsa, Thaiföld, Tonga, Bhután, Lesotho, Brunei, a Toro Királyság Ugandán belül és Szváziföld. A pápai állam is fenntartotta a koronázás lehetőségét, de 1963 óta egyetlen pápa sem gyakorolta azt.

## Az uralkodói hatalom jelképe
A korona és a koronázás a legtöbb királyság fontos jelképe, de a monarchiák nagy részében az örökletes uralkodó számára nem feltétlen szükséges a koronázás a királyi hatalom gyakorlásához. Nagy-Britanniában ugyanis a törvény értelmében a király halálakor a trónörökös azonnal királlyá válik, soha nincsen interregnum.
Viktória brit királynő 1837-ben lett királynő, miután IV. Vilmos halálakor letette a hűségesküt a Titkos Tanács (Privy Council) előtt, de koronázására csak 1838. június 28-án került sor. II. Erzsébet apja 1952. február 6-án halt meg, a koronázás csak 1953. június 2-án történt. VIII. Eduárd brit király nem uralkodott elég hosszú ideig ahhoz, hogy sor kerülhessen a koronázásra, mert még előtte lemondott a trónról. Ennek ellenére lemondásáig kétségtelenül az Egyesült Királyság uralkodója, és India császára volt.
Franciaországban hasonló gyakorlat volt érvényben: amikor az elhunyt király koporsóját elhelyezték a Saint-Denis-székesegyház kriptájában, Uzes hercege kinyilatkoztatta: A király meghalt. Éljen a király! (Le Roi est mort, vive le Roi!) Ez a szokás nagyon hasznos volt az interregnumok és válságos időszakok, polgárháborúk elkerülése érdekében.
Magyarországon ezzel szemben egyetlen uralkodót sem tekintettek igazán királynak, amíg meg nem koronázták a Szent Koronával. Ez a hagyomány számos trónöröklési harcot eredményezett, és egyrészt a korona misztikus szerepének felértékelődéséhez, másrészt hányatott történelmi sorsához is vezetett.
Belgiumban az uralkodók nem gyakorolhatják jogaikat, amíg alkotmányos esküt nem tettek a parlament előtt. A lengyel királyok megválasztásuk után és megkoronázásuk előtt számos funkciójukat gyakorolhatták, de bírói jogosítványaikat nem.

## Trónörökösök megkoronázása

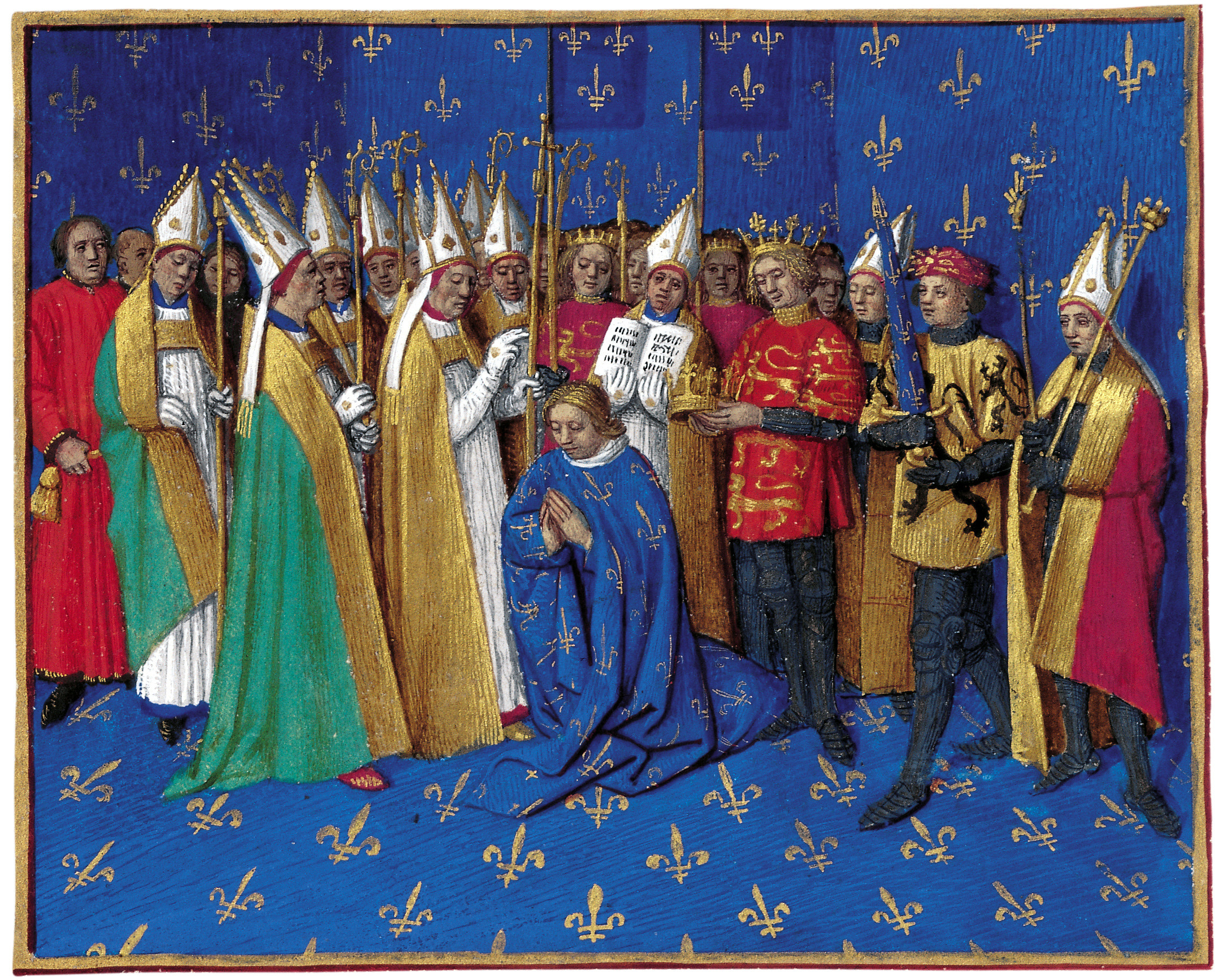
VII. Lajos francia király fiának, Fülöpnek a megkoronázása ifjabb királyként

A középkorban több országban szokás volt a kijelölt trónörökös megkoronázása egyfajta „ifjabb királyként”, elsősorban a későbbi trónöröklési harcok kizárása érdekében. Ezt a gyakorlatot alkalmazta a Capeting-dinasztia is Franciaországban. Előfordult ez a módszer Angliában és Magyarországon is.
A trónörökösök ettől a koronázástól fogva ifjabb uralkodóként szerepeltek, kevés hatalommal, de biztos kilátásokkal. A nemesség természetesen nem kedvelte ezt az eljárást, mert így nem tudták kihasználni saját javukra az esetleges örökösödési harcokat.
A francia trón utolsó olyan örököse, akit még apja életében megkoronáztak, a később II. Fülöp Ágost francia király volt. Az egyetlen megkoronázott angol trónörökös II. Henrik angol király fia, az „ifjú Henrik király” volt, akit először egyedül, majd feleségével, Capet Margittal együtt is megkoronáztak ilyen módon, de fiatalon, még tényleges trónra lépése előtt meghalt. Később, amikor az elsőszülöttségi jog elfogadottsága megerősödött, általában elhagyták ezt a gyakorlatot. Az utolsó megkoronázott trónörökös V. Ferdinánd magyar király volt, akit 1830-ban, még osztrák trónörökös korában koronáztak meg Magyarország királyának.

## Koronázások az ókorban

### Az ókori Egyiptom
Az ókori Egyiptom fáraói közvetlenül az istenektől származtatták magukat. A fáraók megkoronázásának szertartása ezért nem csak az uralkodó trónra lépését jelentette, hanem  személyének isteni hatalommal való felruházását is. A fáraó a szertartás során egyesült a „ká” szellemével, a lélek életerejével, és ezzel isteni személlyé vált.  A rítus révén Ré, a napisten, Hórusz, a sólyomisten, és Ozirisz, az élet, a halál és a termékenység istenének fiává változott. A Középbirodalmtól kezdve a fáraót egyben Ámon, az egyiptomi istenek királya fiának is tekintették. Halálakor a fáraó teljesen isteni természetűvé vált, egyesült Ozirisszal és Rével.
Az uralkodó halálakor utódját azonnal kijelölték, hogy az ország földöntúli védelme töretlen maradjon. A szertartásra általában Memphiszben került sor egy főpap vezetésével, aki felruházta az új fáraót az isteni hatalommal, hogy folytathassa elődei tevékenységét.
Az uralkodó hatalmi jelvényei – amelyek bizonyos változásokon mentek keresztül az ókori Egyiptom hosszú története során – a következők voltak:
A kecskeszőrből készült álszakáll Ozirisszal azonosította őt. A pásztorbotra hasonlító jogar Heka isten jelképe volt, és kormányzás képességével azonosították. A korbács (nekhakha) a hatalomra, tekintélyre emlékeztetett. Az uralkodó a shemset nevű kötényt viselte, míg hátul övéből egy birka farka csüngött, mint az erő jelképe, de ezt később elhagyták.
Maga a korona az idők folyamán sokat alakult:  a fehér korona, a hedjet Felső-Egyiptom koronája volt, a vörös korona, a deshret pedig Alsó-Egyiptomé. E kettő kombinációja, a pschent vagy sekhemti, a kettős korona volt a legfelső hatalom jelképe, és már az I. dinasztiától kezdve viselték. A „nemes” nevű csíkos fejfedő viselése esetén elfedte az egész koronát. Ezt láthatjuk Tutanhamon fáraó szarkofágján. Alkalmanként a kék koronát, a khepresh-t is viselte a fáraó.  Amikor a fehér koronát (hedjet) vörös strucctollakkal kombinálták Ozirisz kultusza során, ennek a fejéknek a neve atef volt.

A fehér korona, a jogar és a korbács
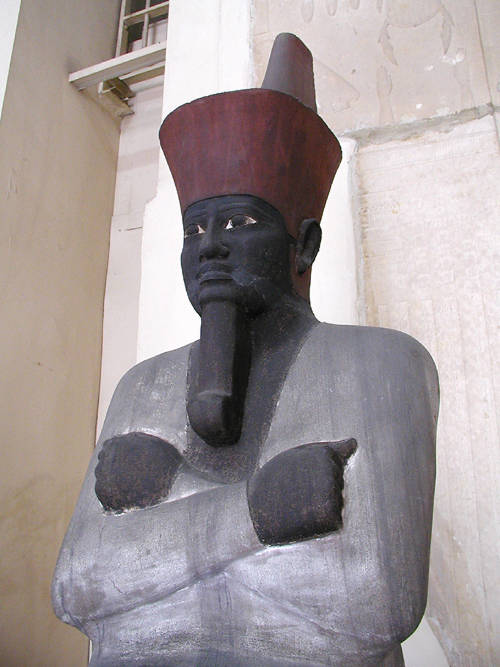
A vörös korona
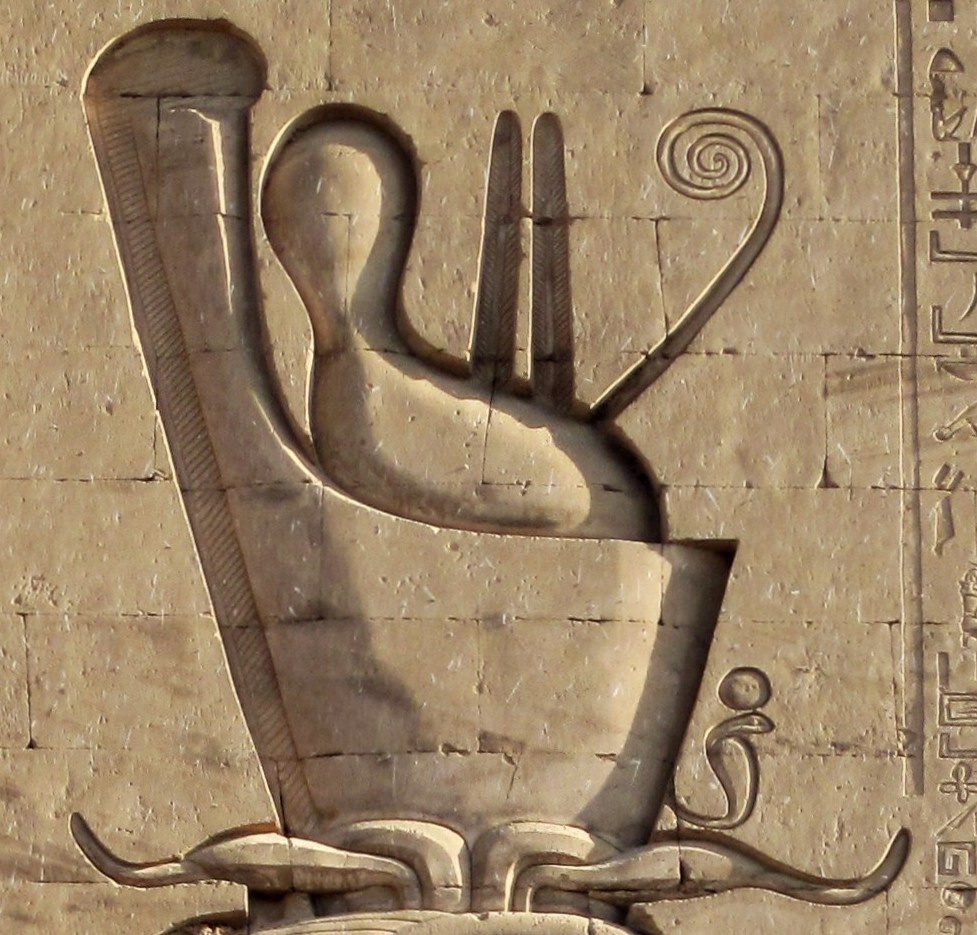
A kettős korona
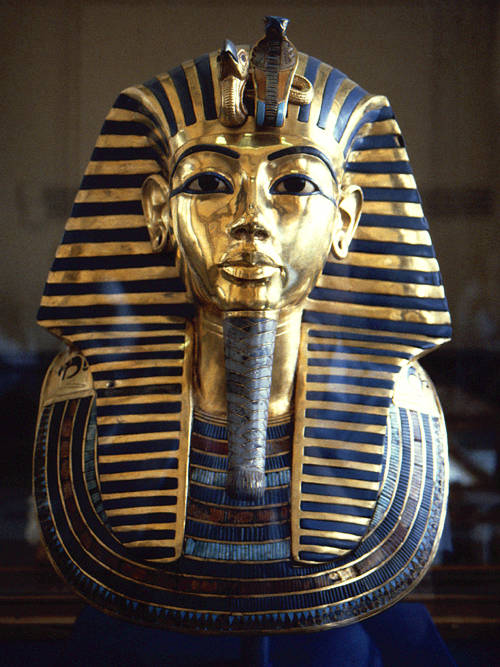
Tutanhamon arany maszkja a nemes fejfedővel

### Az ókori Izrael
A Biblia szerint Izrael királyait a próféta vagy az ő nevében egy főpap koronázta meg és kente fel. Sámuel első könyvében (10:1) Sámuel próféta keni fel Sault, Izrael első királyát, később pedig (16:13), ő keni fel utódját, Dávidot is. Sámuel második könyvében (12:30) Dávidot megkoronázzák Ammon koronájával, miután meghódította az ammoniták fővárosát, Rabbat Ammont.  Ugyancsak a Biblia szól (9:1-6) Jéhu felkenéséről Izrael Királyság (Szamária) királyává.  Eszter könyve (2:17) beszámoolt Eszter megkoronázásáról Ahasvérus perzsa király feleségeként. Ahasvérust korábban I. Xerxész perzsa királlyal azonosították, de mára a legtöbb tudós elveti ezt az elméletet.  Megkísérelték azonosítását I. Artaxerxésszel és  II. Artaxerxésszel is.
Részletesebb beszámolót olvashatunk a koronázás szertartásáról Júdea királyságából Sámuel második könyvében (11:12) és a Krónikákban (23:11), miszerint a hétéves Jehoasht az Athaliah trónbitorló elleni államcsíny során királlyá koronázták. Erre a szertartásra a jeruzsálemi Templom kapujában került sor. A leendő királyt odavezették az „ő oszlopához”, „ahogyan az szokásos volt”,  koronát helyeztek a fejére, átadták számára a törvényeket, majd a főpap és fiai felkenték őt.  Utána „a nép tapsolt” és azt kiáltotta, hogy „Isten óvja a királyt”. Ezt követően trombiták szóltak, zene kezdődött és énekek hangzottak el a király dicséretére. Mindezek az elemek utat találtak a sok évszázaddal későbbi európai keresztény koronázási szertartásokba.

### Az ókori Perzsia
Plutarkhosz ókori görög történetíró írta I. Artaxerxész perzsa király életéről szóló munkájában, hogy a perzsa királynak Paszargadai ősi fővárosába kellett mennie a koronázási szertartásra. Ott felkereste egy harcias istennő templomát, aki Artemiszre hasonlított. A templomban levetette köpenyét és felöltötte azt a ruhát, amit I. Kürosz viselt koronázásakor. Ezután elfogyasztott egy kosár fügét, terpentint evett és savanyú tejet ivott. Plutarkhosz azt is megjegyzi, hogy lehetséges, voltak más szertartások is, de ezeket nem ismeri.

## Koronázások a középkori keresztény Európában
A királlyá avatás szertartását a középkori keresztény Európában különböző vallásos szertartásrendek, úgynevezett ordók szabályozták. A legrégibb ismert ilyen szertartásrendet Egbert yorki érsek(en) állította össze, majd Dunstan canterburyi érsek fejlesztette tovább, amikor 973-ban I. Edgár angol királyt megkoronázta, és ettől fogva Edgar-ordónak is nevezik. A német császári koronázásoknál 962-től az úgynevezett mainzi (német) ordót követték. Számos más szertartásrend is ismert volt a középkori Európában.
Az egyes ordókban a cselekmények sorrendje, a felhasznált jelvények különbözhettek, de általában szerepelt bennük a felkenés, a koronázás, az uralkodói jelvények átadása, végül az uralkodás megkezdése. A szertartások merevsége az idők folyamán csökkent, és az egyes mozzanatok közül egyre inkább kiemelkedett magának a koronának az uralkodó fejére helyezése, mint döntő cselekedet.

## Koronázás és korona a mai európai monarchiákban
Belgium
Belgiumban a királyt nem koronázzák meg, egyszerűen csak esküt tesz az alkotmányra a trónra lépése napján. Megesküszik, hogy fenntartja a területi integritást, és bár ez a fordulat minden más monarchia esetében tiszta formalitás, Belgiumban, ahol számtalan elszakadási törekvés létezik, komoly értelmet nyer.
Nem létezik királyi korona, hiába látható a királyi címereken.
Dánia
Az 1849-es alkotmány eltörölte a felszentelést, a dán királyokat ettől az
időponttól kezdve nem koronázzák. Az utolsó megkoronázott király VIII. Keresztély volt, aki 1840-ben lépett trónra.
A király felszentelésére szolgáló koronát III. Frigyes rendelte 1665-ben. Amióta nincs felszentelés, a korona a többi európai monarchiától eltérően még a király trónra lépési szertartásán sem látható. Bár továbbra is jelen van az ország címerében, egyedül csak az uralkodó castrum dolorisán tűnik fel, amikor a király koporsóját díszíti. Utoljára 1972 januárjában jelent meg ez a posztumusz korona IX. Frigyes koporsóján. A koronát az uralkodó egyéb ékszereivel a Rosenborg-kastély páncéltermében őrzik, Koppenhágában.
Hollandia
Hollandiában az uralkodót nem koronázzák meg, hanem beiktatják (inhuldnit). A szertartás Amszterdamban folyik le, a rendi gyűlés (Staten-Generaal) két házának egyesült ülése keretében, és színhelye a Nieuw Kerke (Új-templom), jóllehet tisztán alkotmányos aktusról van szó.
A beiktatás alatt a királyi jelvények (jogar, országalma, korona) egy emelvényen nyugszanak az alkotmány mellett.
A korona, amelyet II. Vilmos készíttetett 1840-ben, se nem ékes, se nem értékes: aranyozott ezüstből készült drágakőutánzatokkal és hamis gyöngyökkel kirakva, értéke a töredéke csupán a királyi család tagjai által viselt pompás magánékszereknek.
Liechtenstein
Liechtenstein hercegei sohasem voltak felszentelve, bár Liechtensteinben máig is őrzik egy korona emlékét, amelyet "hercegi kalapnak" neveztek, és amelyet állítólag Liechtensteini Károly rendelt, amikor 1608-ban hercegi rangra emelték. A kalap egy drágakövekkel kirakott arany fejék volt, amely mára már eltűnt, csak egy régi jegyzék őrzi az emlékét. 1978-ban a liechtensteini nép II. Ferenc József herceg hetvenedik születésnapjára elkészíttette a hercegi kalap másolatát, amely ma a vaduzi Landesmuseumban van kiállítva.
Luxemburg
Luxemburg uralkodóját nem koronázzák meg, egyszerűen csak esküt tesz a trónra lépésének napján.
Korona egyáltalán nincs, még ha szerepel is a nagyhercegség címerében.
Monaco
A monacói hercegek sohasem voltak megkoronázva, hanem a lehető legegyszerűbb szertartás keretében lépnek trónra.
A Monacói Hercegségnek nincs koronája, hiába ábrázolja a címer és a trón fölötti baldachin.
Nagy-Britannia
Az eredeti, Szent Eduárd koronájának nevezett koronát Cromwell beolvasztatta. A brit uralkodók koronázása során a 21. században is használt korona a réginek csak az 1661-ben megkoronázott II. Károly számára, a monarchia restaurációjának idején készített másolata. A 20. század elején V. György drágakőre cseréltette a hamis köveket. Hagyományosan ezzel a koronával koronázzák meg az uralkodókat. Tömör aranyból készült, 275 drágakő díszíti – gyémántok, rubinok, zafírok, smaragdok és gyöngyök –, és 9 kilogrammot nyom. Erzsébet királynő, hogy az érsek nehogy fordítva tegye a fejére a koronát - ahogy az édesapja, VI. György megkoronázásakor történt -, két ezüstcsillagot tétetett az elejére.
Van skót korona is. Az utolsó ezzel megkoronázott király II. Károly volt, aki 1651-ben lépett trónra. Azóta a brit királyokat egyszerű ceremónia során beiktatják, ennek színhelye a St Giles' Cathedral (Szent Egyed-székesegyház) a Edinburgh.
A beiktatás alatt a királyi jelvények (jogar, kard, korona) egy emelvényen nyugszanak.
Norvégia
Bár az új dinasztia első királyát 1906-ban felszentelték és meg is koronázták, a második királynak, V. Olafnak 1958-ban meg kellett elégednie a koronázás nélküli felszenteléssel. Ugyanis 1908-ban a parlament megszavazott egy törvényt, amely úgy ítélte, hogy ez a szertartás túl drága, ráadásul ellenkezik a nemzet demokratikus szellemével.
A VII. Haakon 1906-os megkoronázásakor és unokája 1991-es felszentelésekor használt koronát, országalmát és jogart Svédország és Norvégia királya, XIV. (Bernadotte) Károly János rendelte meg és használta először. A koronát, amelyet a svéd ötvösmester, Zethelius készített, egy hatalmas brazil ametiszt díszíti. A kard pedig az a kard, amelyet (az akkor még trónörökös herceg) Bernadotte viselt a lipcsei csatában, a "népek csatájában", ahol a Napóleon ellen összefogó országok hadseregében hozzájárult hajdani bajtársa vereségéhez.
Spanyolország
I. János, Kasztília királya (+1390) óta nincs többé koronázás Spanyolországban. Az egyetlen szertartás, amely az új király trónra lépését kíséri, a cortes előtti eskütétel, amely után egy hálaadó tedeum következik.
A szertartás alatt a korona a jogarral és a kereszttel együtt egy kis zsámolyon a király jobbján pihen (bal oldalára kerül, ha régensségről van szó). A rablások, polgárháborúk és zűrzavaros adásvételek miatt a III. Károly idején készült korona csak aranyozott ezüstből van. Csúcsát a Katolikus Királyok gömbje és keresztje díszíti, de nincsenek rajta drágakövek, és nem éppen felbecsülhetetlen értékű.
A spanyol korona mindig elkíséri a Nagyon Katolikus Királyok koporsóját az Escorialba, a spanyol királyok temetkezési helyére is.
Svédország
Utoljára II. Oszkárt koronázták meg ünnepélyes szertartással 1873-ban a stockholmi Nagytemplomban. Azóta a svéd királyokat egyszerű ceremónia során beiktatják, ennek színhelye a trónterem a királyi palotában.
A beiktatási szertartás alatt a királyi korona a jogarral együtt egy vánkoson fekszik. Az aranyból és ezüstből készült koronát Gustav Vasa utóda, XIV. Erik készíttette a maga koronázási ünnepségére 1560-ban. A korona minden évben egyszer megjelenik, amikor a király megnyitja a parlament ülésszakát; a király temetése alkalmával pedig a koporsón a helye.
Vatikán
VI. Pál volt az utolsó, akit megkoronáztak – egy igen modern kinézetű – tiarával, 1964-ben azonban lemondott viseléséről. Ebben követték utódai, s azóta koronázási szertartás helyett a pápa „péteri szolgálata ünnepélyes megkezdéséről” beszélünk. A tiara azonban továbbra is használatos a Szentszék, illetve a pápa címerén.

## Koronázás a művészetben
A koronázás gyakran ihlette meg a művészeket, illetve adott alkalmat műalkotások, mint festmények vagy zeneművek (például Liszt Ferenc vagy Mozart esetében) megrendelésére.

## Fordítás
Ez a szócikk részben vagy egészben a Coronation című angol Wikipédia-szócikk ezen változatának fordításán alapul.  Az eredeti cikk szerkesztőit annak laptörténete sorolja fel. Ez a jelzés csupán a megfogalmazás eredetét és a szerzői jogokat jelzi, nem szolgál a cikkben szereplő információk forrásmegjelöléseként.